# Jan Hatvani
Jan Hatvani, född 13 februari 1903 i Budapest i Österrike-Ungern, död 19 november 1968 i Sankt Görans församling i Stockholm var en svensk målare.
Han var son till skådespelaren Edvard Hatvani och Berta Lévai  samt från 1942 gift med Lisen Emelia Karlsson (f. 13 december 1906 i Ringarum, Östergötlands län, d. i Vällingby 23 maj 1994). Hatvani fick sin första utbildning i konst av Gusztav Magyar Mannheimer i Ungern. Han kom till Sverige 1921 för att studera konst och var elev vid Konsthögskolan i Stockholm 1922-1928. Därefter följde en längre period som han bedrev självstudier med studieresor till Frankrike 1936, England 1937-1939 och Italien 1949. Han blev svensk medborgare 1930. Separat ställde han ut första gången på Galerie S:t Lucas i Stockholm 1945 och tillsammans med Sune Tjellander ställde han ut på Lorensbergs konstsalong i Göteborg 1953. Han medverkade i samlingsutställningar med Sveriges allmänna konstförening ett flertal gånger. Hans konst består av stilleben, figursaker, porträtt, stadsbilder och landskap i olja eller pastell. Han utgav under 1930-talet ett antal karikatyralbum och skapade för olika uppdragsgivare affischer och bokillustrationer. 